# Золота осінь (картина Левітана)
«Золота осінь» (рос. Золотая осень) — пейзаж російського художника Ісаака Левітана (1860—1900), написаний в 1895 році. Належить Державній Третьяковській галереї (інв. 1490). Розмір картини — 82 × 126 см.
Левітан почав роботу над картиною восени 1895 року, коли він жив у садибі Гірка в Тверській губернії; там же були написані перші етюди. Мабуть, робота над полотном була завершена в кінці року в Москві. У 1896 році картина експонувалася на 24-й виставці Товариства пересувних художніх виставок («пересувників»), яка проходила в Петербурзі, а потім в Москві. У тому ж році вона була куплена Павлом Третьяковим.
«Золоту осінь» відносять до «мажорної серії» картин Левітана 1895—1897 років, в яку, окрім неї, включають «Березень» (1895), «Свіжий вітер. Волга» (1891—1895), «Весна. Велика вода» (1897) та інші полотна. Ця картина «вражає і захоплює наповненістю і красою свого емоційного змісту, настільки виразно зображеного різноманітністю кольорів, в мажорному звучанні золотистої барвистої гами». Вона також служить одним з характерних прикладів впливу імпресіонізму на творчості художника.

## Історія
Робота над картиною була розпочата восени 1895 року — в той час, коли Левітан жив у садибі Гірка, розташованої в півтора кілометрах від села Островно, що знаходилася на території Вишньоволоцького повіту Тверської губернії, а нині входить до складу Удомельского району Тверської області. Власником садиби був таємний радник Іван Миколайович Турчанинов, сенатор і помічник градоначальника Санкт-Петербурга. Там часто проводила час його дружина Анна Миколаївна з дочками Варварою, Софією та Ганною.

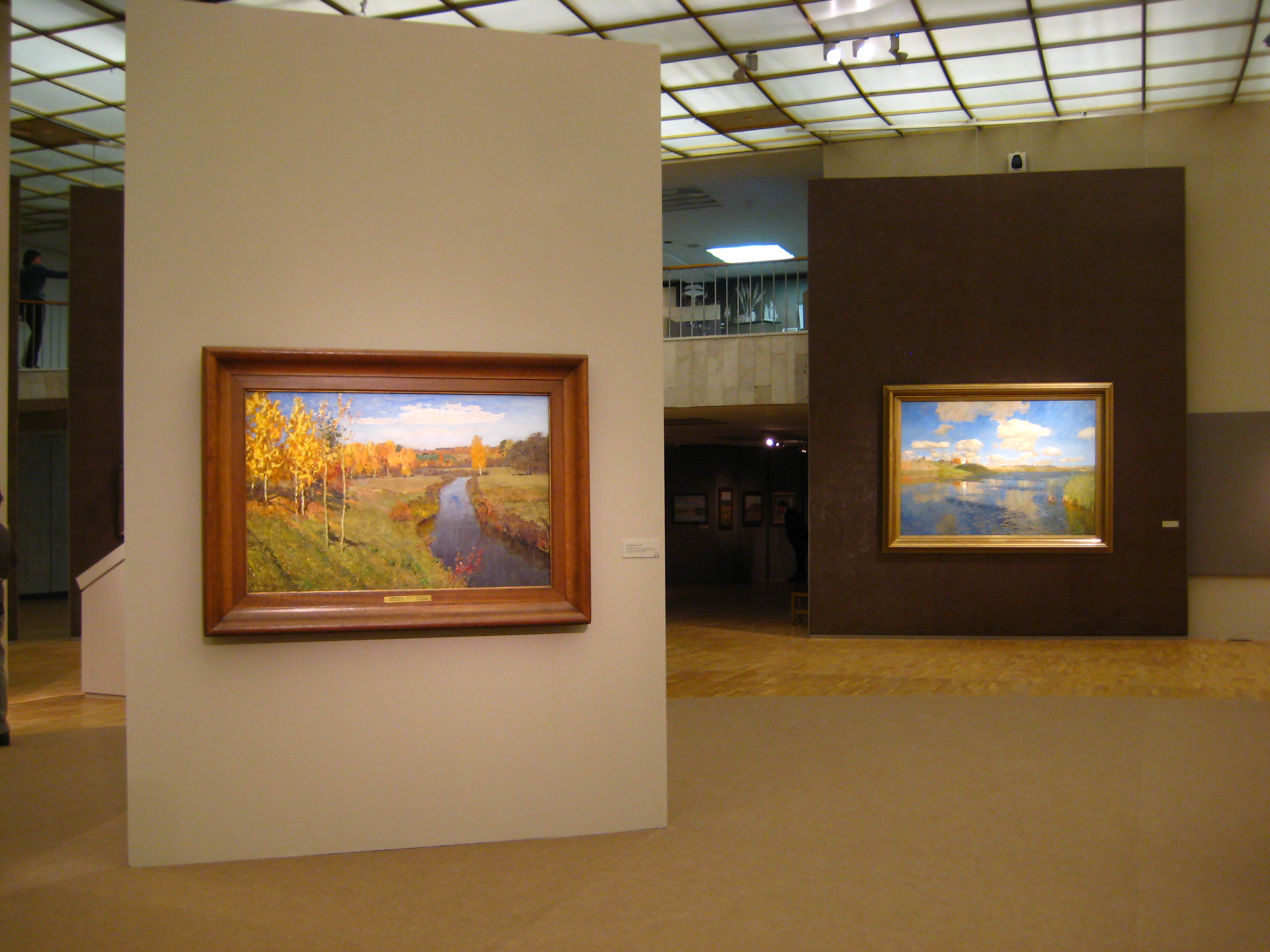
Картини «Золота осінь» і «Озеро» на виставці 2010 року на Кримському валу

Левітан познайомився з Ганною Миколаївною Турчаниновою влітку 1894 року в Островно, і у них зав'язався роман. Незабаром після цього Левітан переїхав в садибу Гірка і жив там в серпні і вересні 1894 року, а потім повернувся туди ранньою весною 1895 року — саме тоді була написана його картина «Березень». В кінці березня Левітан повернувся в Москву, а на початку травня знову приїхав у Гірку, де прожив до початку жовтня (а також, можливо, повертався туди на кілька днів у другій половині жовтня) Іван Миколайович Турчанинов. Спеціально для художника на території маєтку був побудований двоповерховий будинок-майстерня, розташований на березі озера.

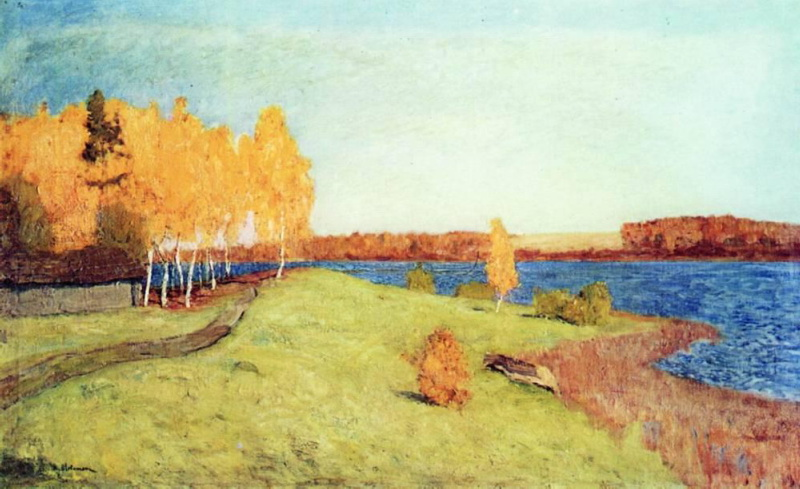
Ісаак Левітан, «Золота осінь», 1896

Вважається, що на картині зображена річка С'єжа (рос. Съежа), що протікає поруч з Островно, — це місце знаходилося всього за півкілометра від садиби Гірка. За свідченням художника Вітольда Бялиніцького-Бірулі, теж працював в тих місцях, картина була написана по етюду, зробленому Левітаном під час його перебування в Гірці. Мистецтвознавець Фаїна Мальцева також вважає, що художник використовував осінні етюди, створені в Гірці, при цьому остаточний варіант картини «Золота осінь» був написаний ним уже в Москві. За її словами, враження, що краєвид написаний з натури, був спричинений «винятковою зоровою пам'яттю і натхненням» живописця. Мабуть, саме захоплена робота над цим пейзажем змусила Левітана в листі, датованому 13 листопада 1895 року, відмовитися від пропозиції художника Василя Полєнова відвідати його в садибі Борок:
(рос. Совсем было собрался ехать к Вам, добрейший Василий Дмитриевич, как вдруг, именно вдруг, меня страстно потянуло работать; увлекся я, и вот уже неделя, как я изо дня в день не отрываюсь от холста… Вместе с тем, как я стал работать, и нервы стали покойнее и мир стал не так ужасен.)
Разом з дев'ятьма іншими творами Левітана, серед яких були «Березень», «Свіжий вітер. Волга», «Сутінки», «Папороті в лісі», «Ненюфари» та інші, картина «Золота осінь» експонувалася на 24-й виставці Товариства пересувних художніх виставок («пересувників»), що відкрилася в лютому 1896 року в Санкт-Петербурзі, а в березні переїхала з виставкою в Москву. Вона також була представлена на Всеросійській промисловій і художній виставці 1896 року в Нижньому Новгороді.
У травні 1896 року прямо з Пересувної виставки, яка на той час ще проходила в Москві, полотно було придбано у автора Павлом Третьяковим за 700 рублів. Правда, реалізація цієї угоди з якоїсь причини затягнулася: перша розписка Левітана в отриманні грошей за картину датована 10 травня, а в листі від 29 травня він пише, що «вчера, возвратясь из поездки, встретил П. М. Третьякова, который почему-то теперь вздумал купить мою картину „Золотая осень“, видев её десятки раз», і тільки 3 червня він повідомляє Третьякову: «Картина моя „Золотая осень“ не продана ещё, и потому я считаю её за Вами. Нечего и говорить, что я рад очень, что Вы пожелали её иметь».
Продовжуючи свою подорож з іншими картинами 24-й Пересувної виставки, в листопаді 1896 року полотно також побувало в Харкові, де з ним сталася неприємність — воно було пошкоджено впавшим на нього мідним козирком настінного калорифера, який прорвав полотно наскрізь. Про цей інцидент в листі до Іллі Остроухова від 22 листопада 1896 року повідомив художник і уповноважений Товариства по виставках Георгій (Єгор) Хруслов:
Сегодня утром у нас на выставке случилось несчастье. Картины были все сняты с мольбертов, некоторые лежали на полу, некоторые стояли у стен, работали все в одном конце залы. Вдруг на другом конце раздаётся сильный стук, я бегу туда — оказывается, что сорвался со стены тяжёлый медный козырёк калорифера и упал на картину И. И. Левитана «Золотая осень», холст картины прорван насквозь, хотя рана и незначительная и её легко заделать, но, ввиду того, что картина принадлежит П. М. Третьякову, я покорнейше прошу правление уведомить меня в Киев возможно скорее, как мне поступить с картиной…
Згодом це пошкодження було настільки майстерно забите московським реставратором Дмитром Арцибашевим, що воно залишилося практично непоміченим.
Куплена Павлом Третьяковим, картина в тому ж 1896 році була передана їм у дар Третьяковській галереї. У каталогах 1896 і 1917 років це полотно фігурувало під назвою «Осінь». Сам же Левітан був не цілком задоволений цим твором, вважаючи його дещо «грубим». У 1896 році він написав іншу, менш відому картину з такою ж назвою — «Золота осінь», яка також знаходиться в зібранні Державної Третьяковської галереї (полотно на картоні, олія, 52 × 84,6 см, інв. 5635).

## Опис
Левітан любив малювати осінні пейзажі — у нього було більше сотні картин, пов'язаних з цим часом року. Серед них картина «Золота осінь» стала одним з найвідоміших і популярних творів художника. На ній зображена невелика річка, оточена деревами, покритими жовтою і червоною осіннім листям. Вдалині видно сільські будиночки, поля, а далі, на горизонті — осінній ліс, пофарбований в відтінки жовтого кольору. А над усім цим — блакитне небо, по якому пливуть світлі хмари. Яскраві, мажорні, оптимістичні кольори цієї картини не є характерними для творчості Левітана — зазвичай він використовував більш м'які і ніжні тони.
Вдало обраний ракурс, який дозволяє художнику зобразити широкий і багатоплановий пейзаж. Незважаючи на деяку асиметричність, композиція картини не здається неврівноваженою: завантаженість лівого боку компенсується «угрупованням предметів, розподілом освітлених і затінених мас, розділенням планів». У лівого краю полотна зблизька зображена група дерев — беріз з яскраво-жовтом листям і осик з останніми почервонілими листочками. Вони створюють «яскраві і гучні плями», за контрастом з якими зображена правіше них річка здається темною і холодною. Поверхня річки також виглядає як велика різнокольорова пляма, основу якої складає блакитний колір, до якого додані коричневі відображення берегів.
Тримаючись вздовж річкових берегів, погляд глядача перетинає широкі луки з перелісками по обидва боки річки, а потім йде до зображених далеко лісів. На правому березі річки виділяється самотня струнка золотисто-жовта берізка. У міру віддалення в глибину милозвучність колориту поступово пом'якшується і переходить в більш спокійну колірну гамму.
Як і в картині «Березень», основними складовими колірної гами «Золотої осені» є жовтий, блакитний і зелений кольори. При цьому істотна відмінність між цими картинами полягає в тому, що в весняному пейзажі панують більш холодні тони, а в осінньому — тепліші. Зелений колір грає в «Золотої осені» лише невелику, допоміжну роль, в той час як основне емоційне навантаження лягає на жовтий колір, який «зумовлює урочисту радісність і спокійну, впевнену в собі красу» картини.
Ще одна паралель між «Березнем» і «Золотою осінню» полягає в тому, що ці картини розглядаються як приклади, найбільш яскраво демонструючи вплив імпресіонізму на творчість Левітана. Дійсно, в «Золотій осені» особливе значення має експресивність мазка, який у цій картині ще більш енергійний і різноманітний, ніж в «Березні». Зокрема, пастозними експресивними мазками написане листя беріз, де місцями фарба накладена настільки густим шаром, що створюється враження рельєфності. У картині традиційна манера живопису природним чином поєднується «з вільним, майже імпресіоністичним трактуванням окремих деталей», але при цьому відмінність від класичного імпресіонізму полягає в тому, що колір не розчиняється в світлі, а зберігає свою інтенсивність.

## Відгуки
Мистецтвознавець Олексій Федоров-Давидов писав, що картина «Золота осінь» «вражає і захоплює наповненістю і красою свого емоційного змісту, настільки виразно вираженого в колірному різноманітті, в мажорному звучанні золотистої барвистої гами». На його думку, до появи цієї картини ніхто з представників російського пейзажного живопису (включаючи самого Левітана) «не давав такого урочистого, радісного в своєму спокої образу осені, такого показу» пишного в'янення природи.

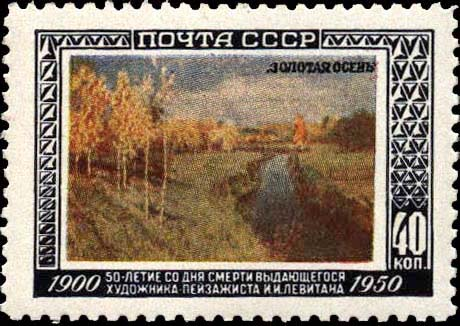
Картина «Золота осінь» на поштовій марці СРСР 1950 року

Порівнюючи «Золоту осінь» з написаною навесні того ж року картиною «Березень», мистецтвознавець Дмитро Сараб'янов писав, що в осінньому пейзажі немає фрагментарності, тобто «відчуття частини (фрагмента) природи», яке було притаманне «Березню». За його словами, на створення картини «Золота осінь» художника надихнула «незвичайна, що вражає своїм ефектом кольорова гама, в якій головну роль грає контраст золотого і синього». При цьому він зазначав природну врівноваженість композиції картини, яка «розгорнута на глядача».
За словами мистецтвознавця Фаїни Мальцевої, створений в цій картині образ «несе в собі глибокий і багатогранний виражений зміст», яке «розкривається в міру вдивляння в зображення, у міру його ліричного співпереживання». Під час цього процесу можна зрозуміти, що метою художника була не тільки передача ошатних осінніх фарб, але і показ «таких дорогоцінних рис, які допомагають нам за цією ошатною, кілька декоративною формою бачити образ великої цілісності і поетичності».